# Гетьманівка (Подільський район)
Ге́тьманівка — село Савранської селищної громади у Подільському районі Одеської області в Україні. Населення становить 407 осіб.
В с. Гетьманівка на 1998 р. проживало 403 жителі, із яких 389 — землекористувачі.

## Географія
Село Гетьманівка розташоване за 13 км на південний захід від районного центру смт Саврань і входить до Савранської селищної ради.
Знаходиться село на значному підвищенні.
Село межує на півночі із землями с. Осички, на півдні та південному заході — із землями с. Бакша та с. Йосипівка, на сході — із землями с. Неділкове, на південному сході — із землями с. Капустянка.
Займає село 214,8 га загальної площі земель, у тому числі 93,63 га — під ріллею, 2,38 га — під кормовими угіддями, 55.9 га — під забудовами та 62,89 га інших земель.
Саме село Гетьманівка розташоване по обидва боки глибокого яру, який охоплює майже дві його третини. Навколо села росте ліс, який своїми краями з′єднується з околицями села. Тільки зі сходу ліс віддалений від села на 0,5 — 1 км. Ліс, вінчаючи село густим зеленим вінком, робить місцевість мальовничою. В лісі росте багато різних дерев, ягід, квітів, лікарських рослин.

## Історія

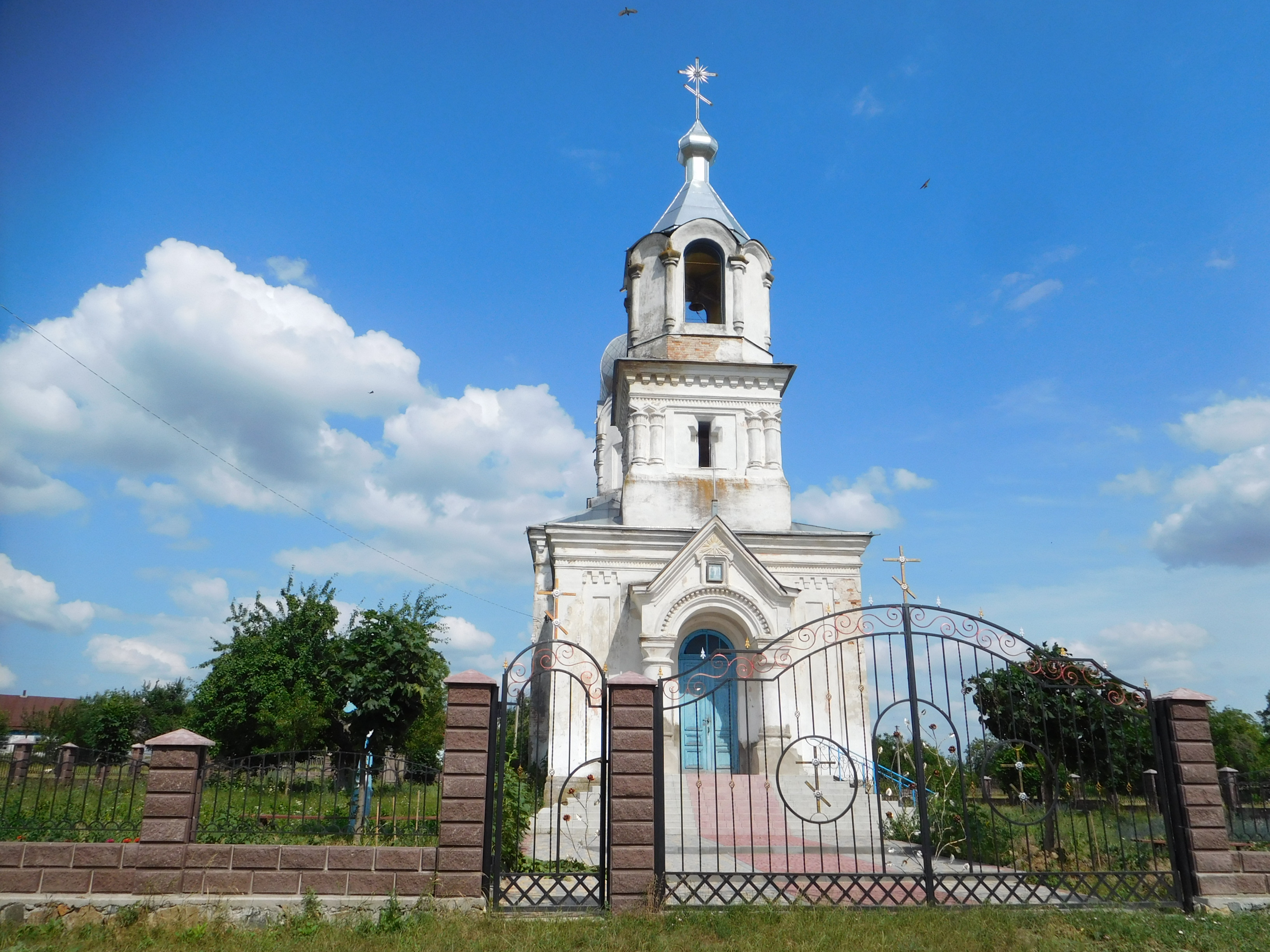
Дзвіниця Церкви Св. Іоакима та Ганни

Історія заснування села та походження його назви була записана в церковному літописі за розповідями колишнього володаря села 80-річного Миколи Дениска. В кінці ХІХ ст. ця історія була переписана в «Труды Подольского епархиального историко-статистического комитета», і в такому вигляді дійшла до нас.
А було це так. Близько 1779 року польський гетьман Сосновський, який славився своїми багатими маєтками, видав свою єдину доньку, спадкоємницю всіх його земель, за князя Йосифа Любомирського. Князь Любомирський зі своєю молодою дружиною Касею (Ксенею) подорожував по своїх багатих маєтках. І під час однієї із зупинок, намет молодого подружжя для полуденного відпочинку, був влаштований на горі, біля сучасного села Гетьманівка, серед дрімучого лісу по дорозі Саврань — Бакша. Внизу красувався прекрасний видолинок, покритий лісом, через який протікала невеличка річечка. Молода княгиня замилувалася мальовничістю цієї місцевості і попрохала князя заснувати тут село. І через рік — в 1780 році видолинок був заселений гарними молодими подружжями (40 молодих сімейних пар) із різних маєтків князя Подільського краю. А новому поселенню було дано назву Гетьманівка в честь батька княгині, але існувала і назва Бакша Суха.
Першими жителями села були кріпаки з Поділля на прізвище Довгані, Голуби, Чернецькі. Село почало будуватися з північного заходу вниз по яру. спочатку селяни будували землянки, а потім глинобитні хати. Рубали ліс, корчували пні, заводили городи. Поступово село розширювалось і ставало все більшим і більшим, а річка всихала, бо не було біля неї могучого лісу. Згодом від річки залишились окремі водяні дзеркала — невеличкі ставки.
В кінці ХṾІІІ ст. Гетьманівка перейшла польському генералу Йоахіму (Миколі) Дениску, але згодом володіння були конфісковані — 1793 р., тому що Дениско не прийняв російського підданства. Але в період правління Павла І Дениско прийняв російське підданство і йому були повернуті польські чини і дворянське звання, а для проживання призначена Гетьманівка.
В 1864 році земля перейшла до рук Зінов′євих. Зінов′єві були ощадні, не продавали маєтку, а визискуючи з селян-кріпаків, збільшували свої статки. Маєток збільшувався, мали за рахунок селян великі прибутки. Та біда спіткала Зінов′євих: природа обділила їх красою. Носаті, губасті, з витрішкуватими жаб′ячими очима, а головне — самі дівчата. Зінов′єви багато молилися, благаючи бога. Саме за них на поляні посеред села була побудована дерев′яна капличка, потім церква, а згодом в 1876 році — кам′яна церква на честь св. Іоакима та Ганни при старанні і значній матеріальній підтримці жінки А. В. Зінов′єва — Лідії Петрівни Зінов′євої, що стоїть і понині, як культова споруда і прекрасний архітектурний шедевр. Ходять чутки, що жінки які ходять до цієї церкви, народжують хлопчиків. Невідомі джерела кажуть, що споруджена церква була за архітектурним проектом рідного брата Васнецова — художника, що є автором картини «Три богатирі».
Незважаючи на всі негаразди, взаємовідносини між поміщиком Зінов′євим та жителями села були доброзичливими. Навіть мощі його та його дружини були захоронені в побудованій в храмі гробниці.
В 1794 році (після розподілів Польщі) прихожани Гетьманівки були приєднані до православ′я Ольгопольським протоієреєм Лукою Романовським. В 1876 році відкрита перша церковно-приходська школа.
Але церква Зінов′євим не допомогла і прийшлося маєтки передати, як придане за дочкою, у нові руки прапорщику Юрію Матусевичу (пол. Jerzy Matusiewicz, біл. Юрый Матусевіч).
Пан вибрав мальовниче село для свого проживання (здоровий клімат, ліс, чисте цілюще повітря).
В селі було побудовано перший панський будинок, баня, приміщення для слуг та челяді; а вже потім було споруджено великий двоповерховий маєток, закладено дендропарк. В мініатюрі близько 3 га як в Умані — Софіївський дендропарк. Кажуть було 170 унікальних дерев. Завезено їх було збагатьох країн земної кулі — Греції, Іспанії, Італії, Монако. Було споруджено серед села два великих ставки: «Панський» та «Людський».

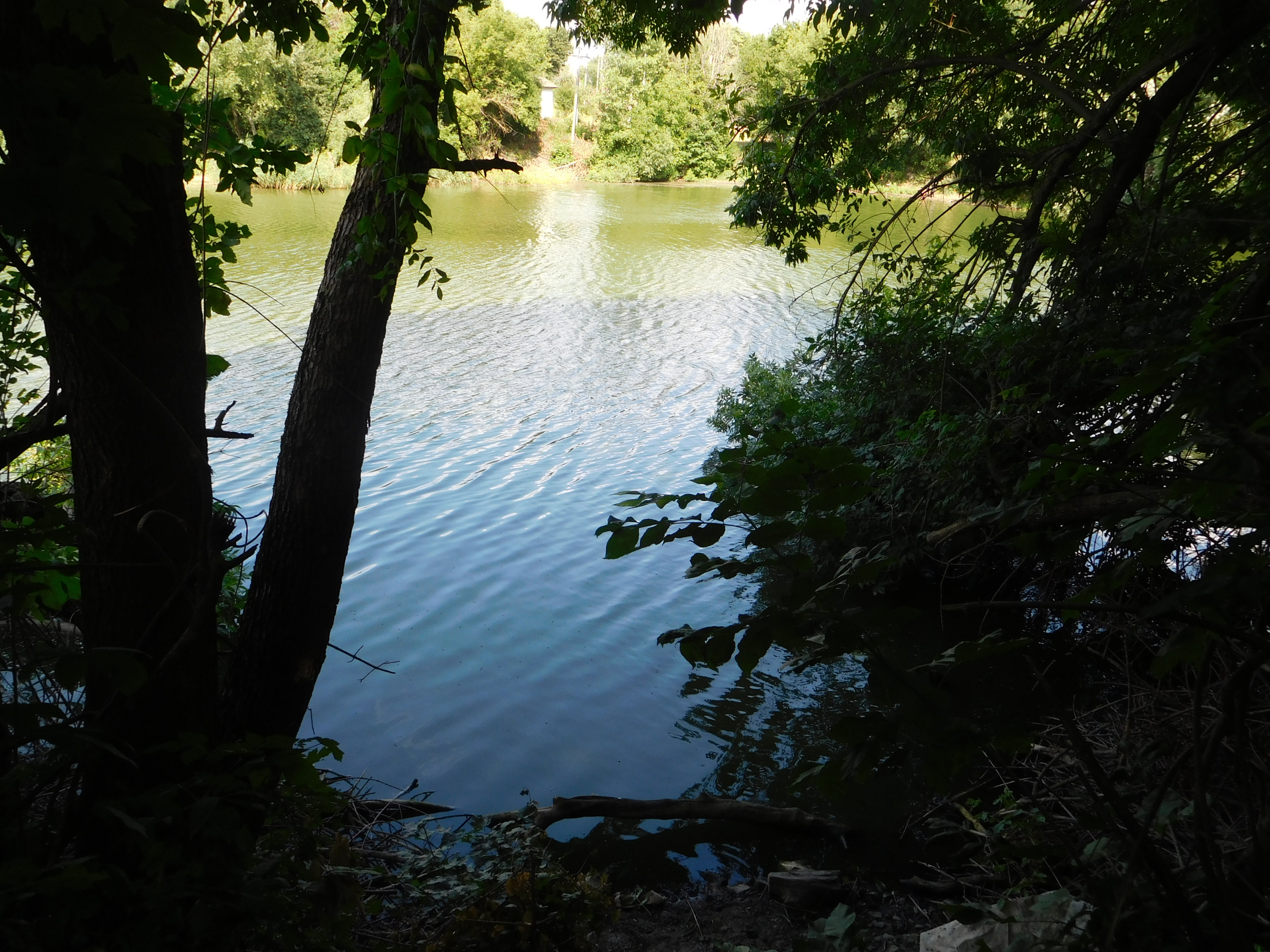
«Панський» ставок у Гетьманівському дендропарку

«Панським» ставок називався тому, що в ньому купався тільки пан і його сім′я або приїжджі гості пана.
«Людський» ставок призначався для місцевих жителів, для людей села.
В кінці села розташований третій ставок. який своєю верхньою частиною заходить у ліс. Цей ставок назвали «забарський», тому що він розташований за кордонами панського («барського») двору. На теперішній час залишився тільки один «панський» ставок.
Пан Юрій Матусевич мав тисячі селян — кріпаків. Володів селами Струтинка, Жеребково, Жакчик, Ташлик, Юр′ївка. Маєток в Гетьманівці складався з будинку диспозитора, садка, стайні, дерев'яної стодоли, невеликого хліва, току, корчми, бані, будинку для челяді, комори, цегельні, у якій цегла була вищого ґатунку і йшла на побудову будинків та на мощення вулиць і доріг, розарію та теплиць, у яких вирощували печериці.
У 1874—1887 управляючим маєтком пана Д. Матусевича у с. Гетьманівка був Овсінський Іван Євгенович.
Гарний, молодий Матусевич не любив свою дружину і шукав розваги по других місцях. Він вів розгульне життя: пиятика, гра в карти, гарні дівчата — ось круг його інтересів. Як не старався управляючий Біляцький (Малиновський), як не визискував із селян, платячи копійки за роботу в полі по 12-14 годин та годуючи глевтяком і кандьором, все ж грошей було мало. Не зміг маєток дві тисячі десятин та лісу та стільки ж поля забезпечити розгульне життя Матусевичу. І в першу імперіалістичну війну програв Матусевич маєток разом з дружиною новому пану Іжицькому, а сам подався розтринькувати інше добро, надбане за рахунок кривавої селян та їх напівголодного існування. Не відомо куди подівся Матусевич, але археолог Генадій Амосов займався пошуками спадкоємців пана. І, як не дивно, знайшов правнуків Юрія Матусевича. Вони живуть в США і мають суднобудівну компанію.
Грянув 1917 рік. Іжицький втік за кордон. Все майно було роздане селянам — воно і було їхнє. Село розросталося.
Після революції 1917 року було в селі відкрито початкову школу (1919—1920 рр.). Вчилося близько 12 учнів, було 3 вчителі.
Під час організованого радянською владою Голодомору 1932—1933 років померло щонайменше 37 жителів села.
В 1933 році початкова школа була реорганізована в семирічну. (1936—1937н.р.- перший випуск в семирічній школі). Було близько 200 учнів і 7 учителів.
В 1960 році семирічна школа була реорганізована у восьмирічну школу, було 156 учнів, а у 1983—1984 н. р. — навчалось 35 учнів.
12 червня 2020 року, відповідно до Розпорядження Кабінету Міністрів України від № 724-р «Про визначення адміністративних центрів та затвердження територій територіальних громад Одеської області», увійшло до складу Савранської селищної територіальної громади.
19 липня 2020 року, в результаті адміністративно-територіальної реформи і ліквідації Савранського району, село увійшло до складу новоутвореного Подільського району Одеської області.

## Сьогодення

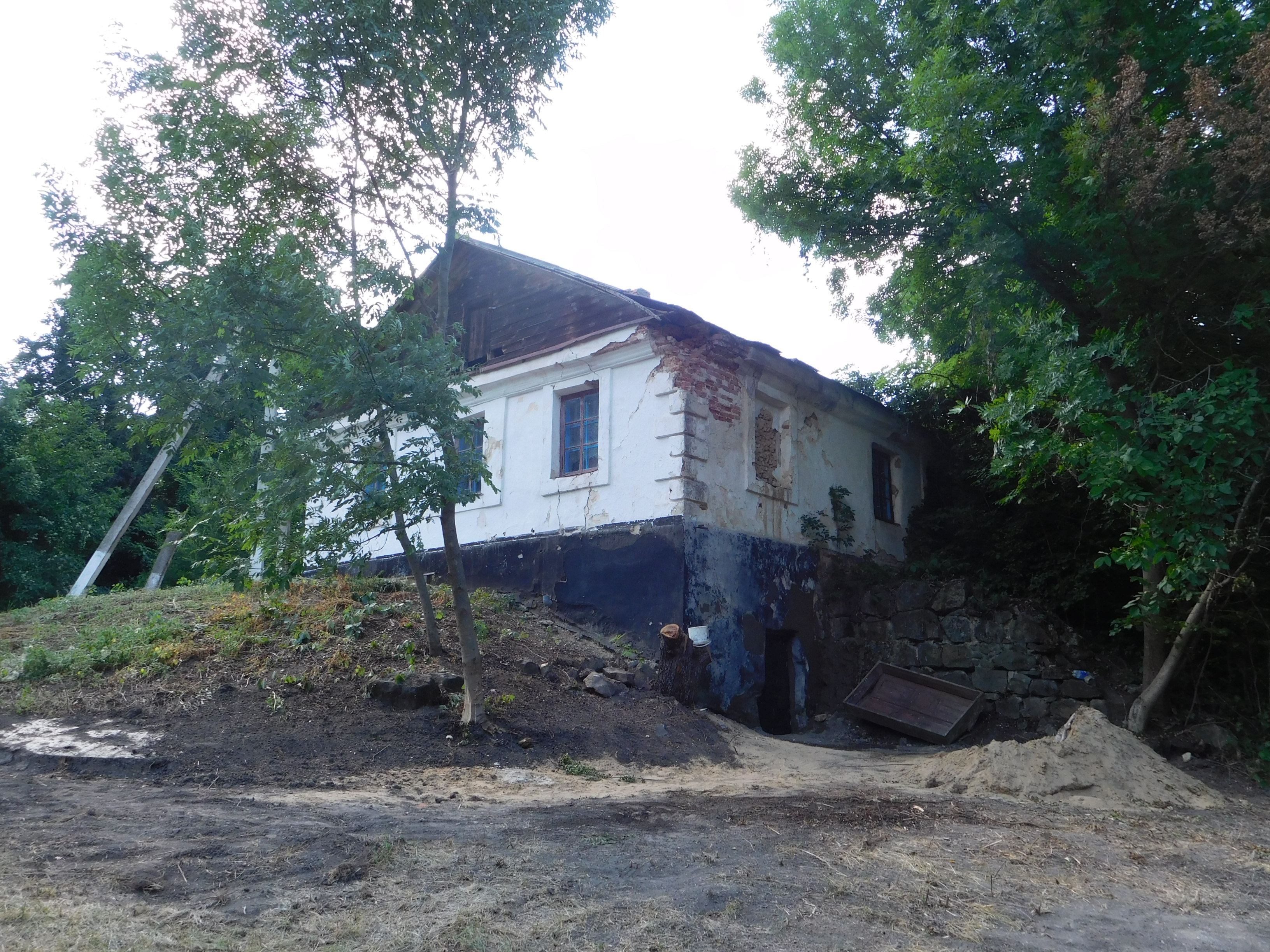
Гетьманівська Загальноосвітня школа, Савранська селищна громада. Раніше — їдальня для челяді

Від маєтку в с. Гетьманівка збереглись: робоча кухня (тобто кухня та їдальня для челяді), у якій до 2009 року була розташована Гетьманівська загальноосвітня школа І-ІІ ступенів; будинок колишньої бані (вона була двоповерхова, але другий поверх з часом було знято); стайня (тепер тут знаходиться Гетьманівський сільський клуб). Збереглись також дендропарк та фруктові дерева.
Є в селі і головна вулиця, яка проходить через центр села і ділить його на дві половини, називається «Красна». Щодо походження цієї вулиці існують різні версії.
За першою версією: ця вулиця була надзвичайно славною, красивою і поміщиця Л. П. Зінов′єва дала їй назву — «Красна». Влітку пані полюбляла кататися на санях, запряжених в дві пари «тройки коней»[прояснити]. Для цього селяни — кріпаки засаджували вулицю травою та квітами. І коли пані мала їхати — поливали траву водою, для кращого ковзання. Після катання по траві, селяни знову засаджували дорогу травою та квітами, щоб до нового катання пані вулиця знову була як зелений луг.
За іншою версією: цією вулицею проходила Червона Армія під час громадянської війни. І тому на честь армії було дано назву «Красна».
Про сучасне життя мешканців села Гетьманівка Лідія Селютіна написала книгу «Дороги».

## Населення
Згідно з переписом УРСР 1989 року чисельність наявного населення села становила 469 осіб, з яких 192 чоловіки та 277 жінок.
За переписом населення України 2001 року в селі мешкало 425 осіб.

### Мова
Розподіл населення за рідною мовою за даними перепису 2001 року:
| Мова       | Відсоток |
| ---------- | -------- |
| українська | 93,61 %  |
| російська  | 3,93 %   |
| румунська  | 1,23 %   |
| болгарська | 0,98 %   |
| інші       | 0,25 %   |